# プロトキン限界
プロトキン限界（英: Plotkin bound）とは、バイナリ符号のパラメータ（符号語の数）の限界値の1つ。

## 定義
2進数の符号 {\displaystyle C} の符号語の長さが {\displaystyle n}、すなわち {\displaystyle \mathbb {F} _{2}^{n}} の部分集合であるとする。{\displaystyle C} における最小ハミング距離を {\displaystyle d} とすると、次が成り立つ。
{\displaystyle d=\min _{x,y\in C,x\neq y}d(x,y)}
ここで {\displaystyle d(x,y)} は {\displaystyle x} と {\displaystyle y} のハミング距離である。符号語の長さが {\displaystyle n} で最小ハミング距離が {\displaystyle d} のときの可能な最大符号語数を {\displaystyle A_{2}(n,d)} とする。
定理 （プロトキン限界）:
{\displaystyle d} が偶数で {\displaystyle 2d>n} の場合、
{\displaystyle A_{2}(n,d)\leq 2\left\lfloor {\frac {d}{2d-n}}\right\rfloor }
{\displaystyle d} が奇数で {\displaystyle 2d+1>n} の場合、
{\displaystyle A_{2}(n,d)\leq 2\left\lfloor {\frac {d+1}{2d+1-n}}\right\rfloor }
{\displaystyle d} が偶数の場合、
{\displaystyle A_{2}(2d,d)\leq 4d}
{\displaystyle d} が奇数の場合、
{\displaystyle A_{2}(2d+1,d)\leq 4d+4}
となる。ここで {\displaystyle \left\lfloor \ \right\rfloor } は床関数を意味する。

## 証明
{\displaystyle x} と {\displaystyle y} のハミング距離を {\displaystyle d(x,y)} とし、{\displaystyle C} に存在する符号語数を {\displaystyle M} とする（つまり、{\displaystyle M} と {\displaystyle A_{2}(n,d)} は等しい）。するとプロトキン限界は、{\displaystyle \sum _{x,y\in C}d(x,y)} について2種類の方法で限界を求めることで得られる。
まず {\displaystyle x} として選択肢が {\displaystyle r} 個あるなら、{\displaystyle y} の選択肢は {\displaystyle r-1} 個になる。定義から全ての {\displaystyle x} と {\displaystyle y} について {\displaystyle d(x,y)\geq d} であるから、次が成り立つ。
{\displaystyle \sum _{x,y\in C}d(x,y)\geq M(M-1)d}
また、{\displaystyle C} の符号語を並べた {\displaystyle M\times n} の行列を {\displaystyle A} とする（行が符号語に対応）。{\displaystyle A} の {\displaystyle i}番目の列にあるゼロの個数を {\displaystyle s_{i}} とする。つまり、{\displaystyle i}番目の行には {\displaystyle M-s_{i}} 個の1がある。{\displaystyle d(x,y)=d(y,x)} であるため、{\displaystyle \sum _{x,y\in C}d(x,y)} という総和におけるある行の1や0の寄与は常に {\displaystyle 2} である。従って、次が成り立つ。
{\displaystyle \sum _{x,y\in C}d(x,y)=\sum _{i=1}^{n}2s_{i}(M-s_{i})}
{\displaystyle M} が偶数なら、右辺は {\displaystyle s_{i}=M/2} のときに最大となり
{\displaystyle \sum _{x,y\in C}d(x,y)\leq {\frac {1}{2}}nM^{2}}
となる。以上の {\displaystyle \sum _{x,y\in C}d(x,y)} の上限と下限を組み合わせると、次式が導かれる。
{\displaystyle M(M-1)d\leq {\frac {1}{2}}nM^{2}}
{\displaystyle 2d>n} の場合、この式は次のように変形できる。
{\displaystyle M\leq {\frac {2d}{2d-n}}}
{\displaystyle M} が偶数の場合なので、次が成り立つ。
{\displaystyle M\leq 2\lfloor {\frac {d}{2d-n}}\rfloor }
一方、{\displaystyle M} が奇数なら {\displaystyle s_{i}={\frac {M\pm 1}{2}}} のときに {\displaystyle \sum _{i=1}^{n}2s_{i}(M-s_{i})} が最大化する。従って、次が成り立つ。
{\displaystyle \sum _{x,y\in C}d(x,y)\leq {\frac {1}{2}}n(M^{2}-1)}
以上の {\displaystyle \sum _{x,y\in C}d(x,y)} の上限と下限を組み合わせると、次式が導かれる。
{\displaystyle M(M-1)d\leq {\frac {1}{2}}n(M^{2}-1)}
または、{\displaystyle 2d>n} なら
{\displaystyle M\leq {\frac {2d}{2d-n}}-1}
となる。Mは整数なので
{\displaystyle M\leq \lfloor {\frac {2d}{2d-n}}-1\rfloor =\lfloor {\frac {2d}{2d-n}}\rfloor -1\leq 2\lfloor {\frac {d}{2d-n}}\rfloor }
となり、限界の証明が完了する。